# Strana ekonomického rozvoje Abcházie
Strana ekonomického rozvoje Abcházie (abchazsky Аԥсны аекономика арҿиара апартиа, rusky Партия экономического развития Абхазии, ЭРА) je sociálně liberální politická strana v Abcházii, jež vznikla z popudu podnikatele Beslana Butby v roce 2007.

## Dějiny
Strana ekonomického rozvoje Abcházie byla založena 26. září 2007, kdy se konal ustavující sjezd v Suchumi. Na tomto sjezdu byl jednohlasně zvolen za předsedu podnikatel Beslan Butba. Byla ustavena i politická rada, do které usedli Butba, Beslan Kvarčija, Georgij Basarija, Leonid Osija, Aslan Barcyc, Irina Tkačevová, bývalý ministr zemědělství Džamal Ešba, Irma Džgerenajová, lektoři Abchazské státní univerzity Beslan Baratelija a Batal Chaguš, národní umělec Nurbej Kamkija, ekonomický poradce Ilja Gamisonija, novinář z Echo Abcházie Vitalij Šarija a předseda ruského kongresu národů na Kavkaze Alexandr Něprošin. Na ustavujícím sjezdu pronesl předseda Beslan Butba výrok, kterým zdůvodnil vznik této strany, že v moderním světě nelze docílit žádné skutečné nezávislosti země bez toho, aby byla vybudována pevná ekonomická základna.
Ještě v témže roce 25. prosince uspořádala strana diskuzi s představiteli ostatních politických stran v Abcházii ohledně demografického vývoje země. Nedlouho poté dne 30. ledna 2008 podepsala strana spolupráci s Abchazskou národní stranou, nejstarší nepřetržitě fungující politickou stranou v zemi. Jednou z první praktické aktivity strany bylo financování rekonstrukce knihovny v obci Člou, kde se narodil významný abchazský spisovatel Bagrat Šinkuba. Opravená knihovna byla znovuotevřena 26. dubna toho roku.
Dne 28. listopadu 2008 se konal druhý sjezd strany za účasti 400 delegátů. Předseda strany Beslan Butba zde odsoudil korupci a neprůhlednost aktivit abchazské vlády. Krátce nato 23. ledna uspořádala strana další širokou diskuzi za účasti představitelů většiny ostatních politických stran kvůli blížícím se prezidentským volbám. Výsledkem snažení byla nakonec na čtvrtém stranickém sjezdu z 23. října 2009 podpora kandidatury Beslana Butby na prezidenta, jemuž měl dělat viceprezidenta bývalý ministr vnitra Almasbej Kčač. V nich však Butba s Kčačem skončili na 4. místě se ziskem 8,5 % hlasů.
Dalších prezidentských voleb se už Butba neúčastnil a na pátém sjezdu strany dne 21. července 2011 vyslovil podporu jinému kandidátovi na prezidenta, Sergejovi Šambovi. Ani on však nebyl ve volbách úspěšný. 6. února 2012 strana uspořádala svůj šestý sjezd, na kterém provedla nominaci šesti kandidátů do nadcházejících voleb do Abchazského lidového shromáždění. Nikdo z nich však důvěru voličů nezískal a uspěli jiní kandidáti. Beslan Butba se však do parlamentu přece dostal, protože v jeho volebním obvodu Člou krátce po volbách nečekaně zemřel nový poslanec Temur Logva, a bylo nutné uspořádat doplňující volby.
Statut poslance umožnil Butbovi být více vidět, a tak v roce 2012 začala strana rozšiřovat svůj vliv. Opět začala podepisovat dohody o spolupráci s jinými politickými subjekty. 27. června z toho byl podpis dohody s mládežnickou vlasteneckou organizací Mladá Abcházie (Молодая Абхазия), s níž už v minulosti spolupracovala na některých sociálních programech, a nyní budou nadále pracovat na programech, že mládežníci měli naplánované do budoucna. O rok později dne 10. červenec 2013 se Strana ekonomického rozvoje Abcházie stala zakládajícím členem Koordinační rady politických stran a veřejných organizací spolu s několika dalšími opozičními stranami, jako byly Jednotná Abcházie, Fórum pro Jednotnou Abcházii, Abchazská národní strana a několik občanských hnutí, mezi kterými nechyběla Mladá Abcházie. Integrace do větších bloků politických uskupení pokračovala a 29. února 2016 se Strana ekonomického rozvoje Abcházie stala zakládajícím členem Rady pro národní jednotu Republiky Abcházie, jež sjednocovala politické strany a hnutí, která se neoznačovala ani za provládní ani za opoziční. Vznik této rady strana iniciovala společně s Jednotnou Abcházií. V těchto dobách se Butba dostal k nejvyšším patrům abchazské politiky a zasedl do vlády jako premiér.
Avšak poté, kdy Butba ve funkci premiéra skončil a pustil se do pochybných podnikatelských projektů, vliv strany upadl, a ta po jeho zmizení ze země v roce 2017 byla nějaký čas víceméně neaktivní, byť jsou někteří její členové nadále aktivní v komunální politice. Kolem roku 2020 se do čela strany dostala dosavadní místopředsedkyně Thea Aršbová.
Na konci roku 2021 vydala strana prohlášení, v němž kritizuje agresi v politice, kdy se poklidné demonstrace mění v radikální akce, jejíž organizátoři mají nejasné požadavky vůči vládní moci, a které končí srážkami s policií. Namísto toho vyzývá politické síly ke konstruktivnímu dialogu a varuje před radikalizací politického soupeření a před nenávistí vůči názorům někoho jiného.